# Patinapta dumasi
Patinapta dumasi is een zeekomkommer uit de familie Synaptidae.
De wetenschappelijke naam van de soort werd in 1954 gepubliceerd door Gustave Cherbonnier.